# Grad Štrlek
Grajska razvalina Štrlek (nemško Stralekk) stoji na gozdnatem griču, deset minut hoda nad odprtimi bazeni zdravilišča Šmarješke Toplice.

## Zgodovina
Grad je v znanih virih prvič omenjen leta 1247 kot Stralek. Pred sredino 13. stol. sta ga zgradila Rudolf in Friderik z gradu Slepčjek pri Mokronogu, proti volji freisinškega škofa, vendar je takrat imel to posest v fevdu koroški vojvoda Ulrik III. Slednji se je leta 1267 fevdu odpovedal v korist bratoma, ki jima je škof dovolil imeti ta grad, čeprav je prej zahteval njegovo rušenje. Pred letom 1306 je bil grad že prazen, saj se je družina Stralecker bodisi preselila ali pa je že izumrla. Tega leta je namreč spet zakonito pripadal freisinškim škofom, in ga je brez njihove odobritve zasedel vitez Bertold Ranšperški. Šele dvanajst let po tem, leta 1318, so po nezakoniti okupaciji gradu, Ranšperški grad pridobili formalno v fevd. Leta 1499 je grad na manj dostopni legi že izpričan kot razvalina. Ohranjen je del zidov tlorisno štiristranega stolpa s šivanimi vogali. Pod razvalino je razgledna ploščad z informacijsko tablo. Osnovna razporeditev grajske stavbe nad izvirom tople vode spominja na Klevevž. Razvalina stoji nad zamočvirjeno dolino z bobriščem.